# Synodites salinus
Synodites salinus är en stekelart som först beskrevs av Kiss 1924.  Synodites salinus ingår i släktet Synodites och familjen brokparasitsteklar. Inga underarter finns listade i Catalogue of Life.